# Cerometopum lacunosum
Cerometopum lacunosum är en tvåvingeart som beskrevs av Cresson 1925. Cerometopum lacunosum ingår i släktet Cerometopum och familjen vattenflugor. Inga underarter finns listade i Catalogue of Life.